# Bov Bjerg

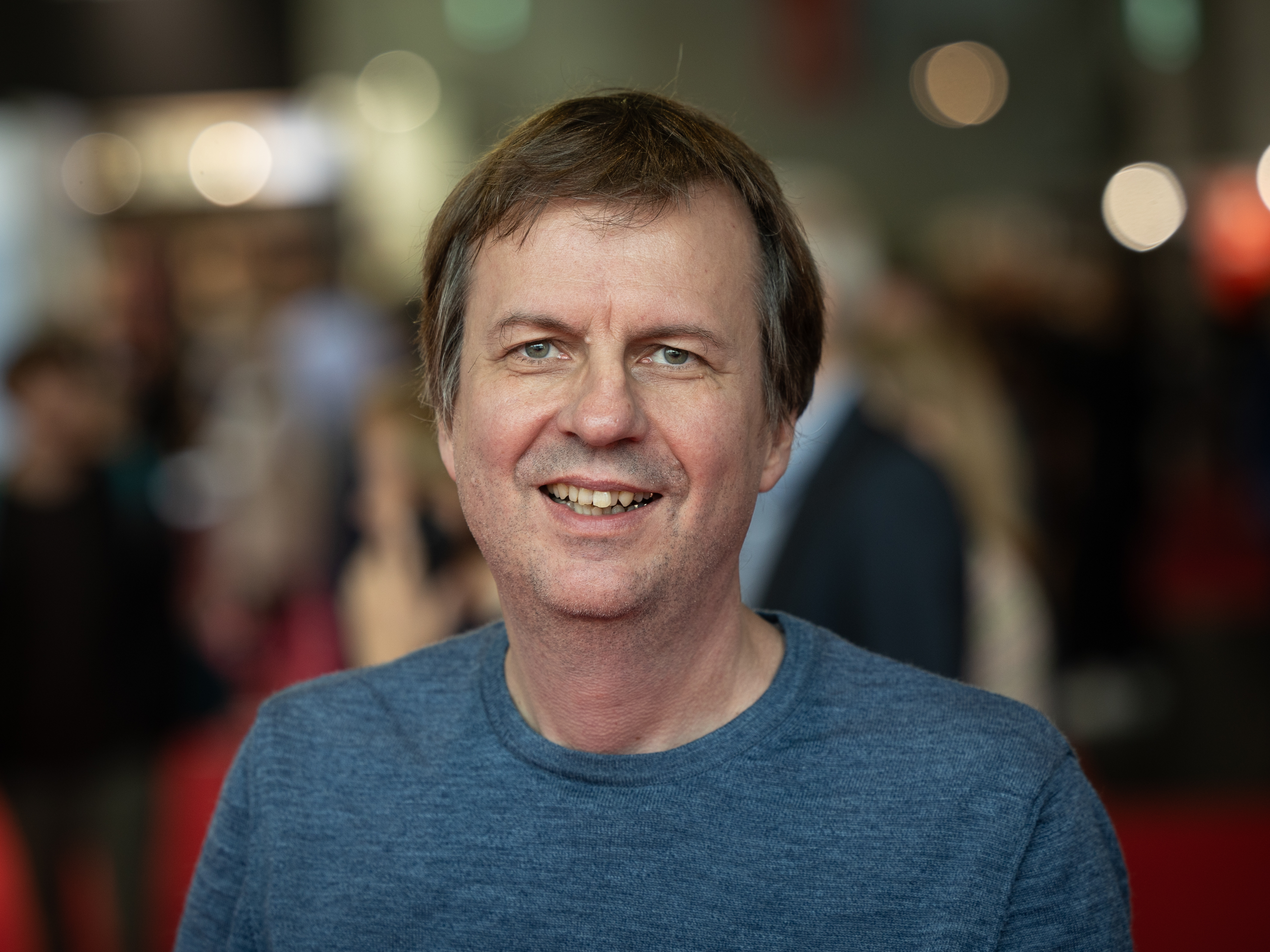
Bov Bjerg auf der Frankfurter Buchmesse 2023

Bov Bjerg (eigentlich Rudolf „Rolf“ Schmidt, geb. Böttcher; * 1. Januar 1965 in Heiningen) ist ein deutscher Schriftsteller und Kabarettist. Sein Pseudonym wählte er nach der dänischen Ortschaft Bovbjerg, in der ein gleichnamiger Leuchtturm steht.

## Leben und Werk
Rolf Böttcher wuchs am Rande der Schwäbischen Alb auf. Er studierte Linguistik, Politik- und Literaturwissenschaften in Berlin und Amsterdam. Er ist Absolvent des Deutschen Literaturinstituts Leipzig.

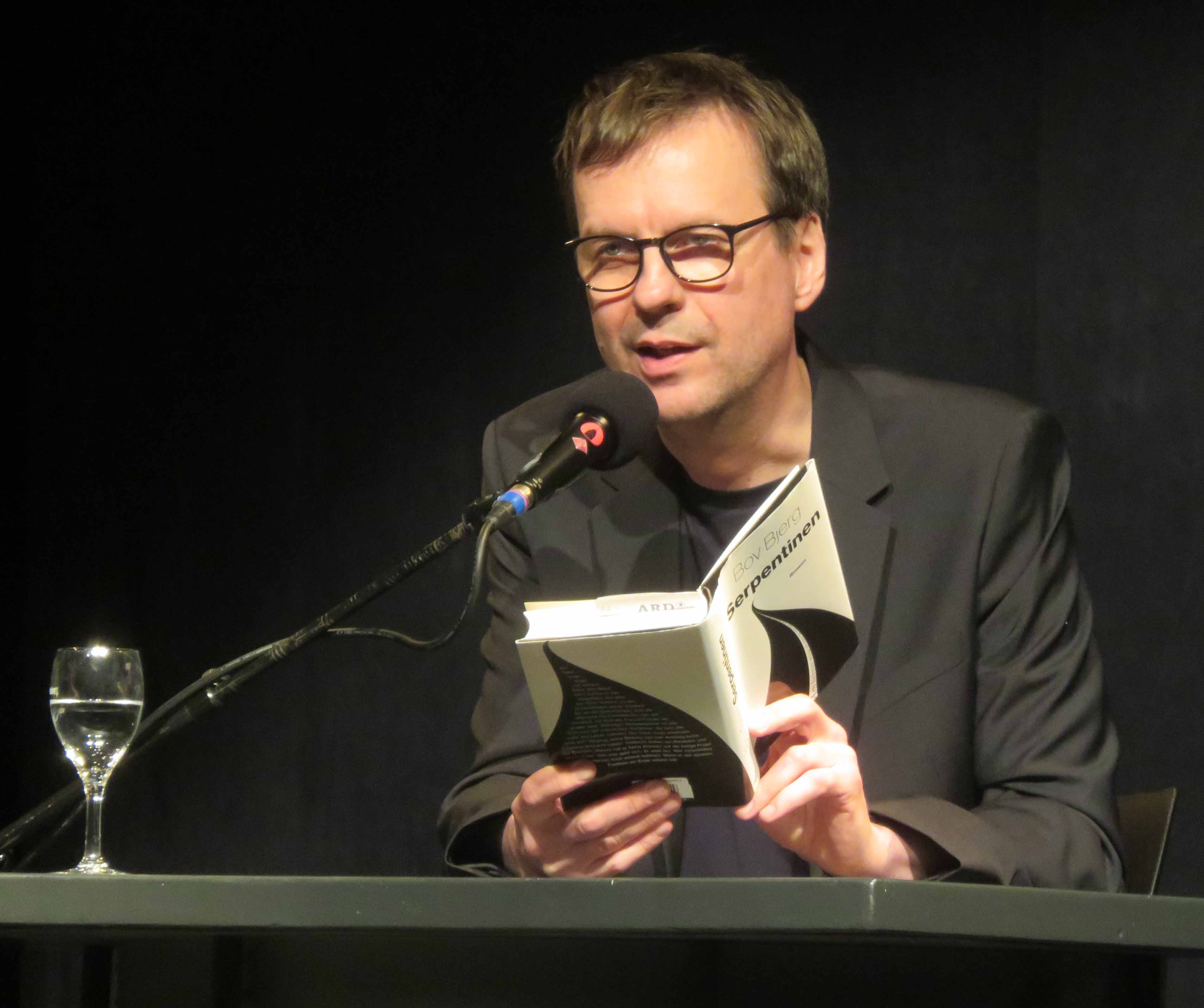
Bov Bjerg während einer Lesung (2020)

Um keinen Wehrdienst leisten zu müssen, zog Böttcher 1984 nach West-Berlin. Dort gründete er 1989 mit einigen Studienfreunden die Literaturzeitschrift Salbader. Zwischen 1989 und 1996 rief er mehrere Berliner Lesebühnen ins Leben: Dr. Seltsams Frühschoppen, Mittwochsfazit und die Reformbühne Heim & Welt. Bei verschiedenen Produktionen des Musikkabaretts Zwei Drittel arbeitete Rolf Böttcher alias Bov Bjerg als Schauspieler, Autor und Koch. Von 1992 bis 2002 schrieb er für die Berliner Stadtzeitung scheinschlag (im Wechsel mit Hans Duschke) die Kolumne „Nachgefragt“. Von 1997 bis 1998 war Bov Bjerg Redakteur der Satirezeitschrift Eulenspiegel.
Mit der Kurzgeschichte Howyadoin über „German Hermans“ Abenteuer auf einem amerikanischen Campingplatz nahe einer Eisenbahnlinie und eines US-Bundesgefängnisses gewann er den MDR-Literaturpreis 2004.
Sein erster Roman Deadline (2008) verkaufte sich schlecht. Der Lagerbestand wurde 2013 bei einem Brand vernichtet, 2021 erschien eine Neuauflage.
Von seinem zweiten Roman Auerhaus (2015) wurden 300.000 Exemplare verkauft. Im Roman versucht Mitte der 1980er Jahre eine Jugend-WG, herzlicher miteinander umzugehen als die Eltern. Im Dezember 2019 wurde die auf seiner Vorlage basierende Romanverfilmung Auerhaus veröffentlicht.
2020 gelangte Bjergs Roman Serpentinen, das ein bedrückendes Kammerspiel mit Vater und Sohn entfaltet, auf die Shortlist des Deutschen Buchpreises. Allen drei Romanen liegt eine kleinbürgerliche Zwangsidylle in der Schwäbischen Provinz zugrunde.
Er lebt seit 1984 mit kurzen Unterbrechungen in Berlin.

## Auszeichnungen und Würdigungen
- 1996: Gewinner beim Theodor W. Adorno-Ähnlichkeitswettbewerb der Zeitschrift Titanic zusammen mit Horst Evers
- 2000: Kleinkunstgral Goldener Schoppen
- 2001: Klagenfurter Literaturkurs
- 2002: Deutscher Kabarettpreis (Programmpreis) für Mittwochsfazit
- 2004: Gewinner des MDR-Literaturpreises
- 2018: Ingeborg-Bachmann-Preis – Deutschlandfunk-Preis für Serpentinen[7]
- 2020: Hugo-Ball-Preis[8]
- 2020: SWR-Bestenliste Platz 3 03/2020 für Serpentinen. Aus der Jurybegründung: Ein Mann und sein Sohn, unterwegs auf einer Reise in die Vergangenheit. Eine Zumutung für das Kind, ein Rettungsanker für den Mann. Es geht darum, die Wendepunkte von Biografien zu erforschen, um sich das eigene Leben erklären zu können. Und um es überhaupt auszuhalten.

## Veröffentlichungen (Auswahl)

### Bücher
- Deadline. Mitteldeutscher Verlag, Halle 2008, ISBN 978-3-89812-562-8. – Neuveröffentlichung: Deadline. Kanon Verlag Berlin, Berlin 2021, ISBN 978-3-9856800-2-3.
- Auerhaus. Blumenbar, München 2015, ISBN 978-3-351-05023-8.
- Die Modernisierung meiner Mutter: Geschichten. Blumenbar, München 2016, ISBN 978-3-351-05033-7.
- Serpentinen. Claassen, Berlin 2020, ISBN 978-3-546-10003-8.
- Der Vorweiner. Claassen, Berlin 2023, ISBN 978-3-546-10038-0.

### Tonträger
(alle mit Horst Evers und Manfred Maurenbrecher)
- Mittwochsfazit. Silberblick-Musik, Berlin 2001, ISBN 3-932219-39-2.
- Dumm fickt gut! – Die Tragik der Hochbegabten. Conträr Musik, Lübeck 2002, ISBN 3-932219-41-4.
- Geile Teile – Bäckereifachverkäuferinnen packen aus. Conträr Musik, Lübeck 2005, ISBN 3-932219-61-9.

### Beiträge in Anthologien
- Drei Beiträge in: Wladimir Kaminer (Hrsg.): Frische Goldjungs. Goldmann, München 2001, ISBN 3-442-54162-X, S. 69–92.
- Zwei Beiträge in: Falko Hennig (Hrsg.): Volle Pulle Leben. Zehn Jahre Reformbühne Heim und Welt. Goldmann, München 2005, ISBN 3-442-54228-6, S. 35–44.